# La paloma
La paloma és una arna de la família Crambidae. Va ser descrita per Stanisław Błeszyński el 1966. Es troba a Colòmbia. El seu binomi significa colom en castellà. El gènere conté diversos jocs de paraules.